# Avortement en Inde
Pour les articles homonymes, voir avortement.
L'avortement en Inde, en référence à l'avortement induit ou interruption volontaire de grossesse est libre, à la demande de la femme et jusqu'à la 20e semaine de grossesse, depuis 1971,. 
En 2020, la Grande Cour de l'Inde s'est prononcée sur le fait que la femme mineure peut interrompre sa grossesse si cette dernière a été victime de viol, et ce, même après la limite établie dans la Loi de 1972.

## Loi de 1972
En accord avec la législation de l'Inde, la pratique de l'interruption volontaire de grossesse doit se faire par des médecins qualifiés, dans des conditions sanitaires idéales, et toujours dans des cliniques autorisées ou dans des hôpitaux publics. La législation qui autorise l'interruption volontaire du grossesse (Loi d'Interruption Médicale de Grossesse - en anglais Medical Termination of Pregnancy, Art no 34) a été promulguée par le Parlement de l'Inde le 10 août 1971. La Loi est entrée en vigueur le 1er avril 1972 et a été modifiée une seule fois, en 1975. La loi établit par conséquent, les conditions sous lesquelles peut se pratiquer un avortement, qui peut le faire et où.

## Sentence de 2020
La Cour Supérieure de Rajasthan a émis une sentence en mai 2020 déterminant que le droit reproductif de la femme prime sur l'espoir de naissance de l'enfant. Avec ce raisonnement, il a été déterminé qu'une femme enceinte mineure, peut accéder à un avortement sans craintes de représailles légales, même après la limite de vingt semaines qu'a établit la Loi, lorsqu'elle a été victime d'abus sexuel ou de viol. Une fois la limite légale dépassée, la femme doit demander une autorisation judiciaire, pour que le Service Légal du District lui fournisse une assistance légale.

## Indications pour l'avortement médical précoce

### Conditions générales devant être remplies
Toutes les femmes qui faisant appel à un centre de santé pour pratiquer une interruption de grossesse ne doivent pas dépasser les 20 semaines de période de gestation (49 jours à partir du premier jour de la dernière période menstruelle des femmes avec des cycles réguliers de 28 jours) en plus de quoi, elles doivent remplir une série de conditions requises :
- Situation psychologique de la femme et approbation d'un minimum de trois visites de suivi.
- Autorisation pour un avortement chirurgical dans le cas de sang excessif ou autres complications avant l'avortement médicamenteux.
- Soutien affectif suffisant.
- Dans le cas où la femme est mineure, une permission du tuteur, selon la Loi de 1972.
- Conditions appropriées d'attention sanitaires.

## Choix de la méthode

### Pratique de l'avortement médicamenteux ou avec un médecin
Seuls les médecins autorisés, d'après le prescrit par la Loi de 1972, sont autorisés à prescrire du mifépristone avec du misoprostol dans le cadre d'un avortement médical (d'après l'Article 2.D et l'Article 3 de la Loi de 1972).
La pratique de l'avortement médical ou médicamenteux comprend l'attention primaire de santé, de clinique ou d'hôpital si nécessaire. L'étude du diagnostic initial, le conseil, la prescription et l'administration peuvent se dérouler dans une clinique ou bien dans une salle de consultation. Il existe des services d'urgences 24 heures par jour pour faire un suivi sanitaire approprié.

### Choix entre l'avortement médical et l'avortement chirurgical
L'aspiration (évacuation par pompe) est la méthode la plus commune pour la fin de grossesse précoce. Pourtant, bien que ce soit une technique chirurgicale, il y a des risques d'infection, de perforation de l'utérus, d'avortement incomplet et peut participer à la formation de sécheresse utérines (Syndrome d'Asherman).
La réussite d'un avortement médicamenteux dépend de multiples facteurs, comprenant le régime utilisé, la posologie, la voie d'administration et l'âge de gestation.
La mifépristone avec le misoprostol sont les médicaments de référence de grossesse jusqu'à la 7e semaine.
L'avortement chirurgical est préférable si la patiente souhaite une ligature des trompes - puisque cette dernière peut se pratiquer durant la même intervention.
Si une femme remplit tous les critères pour la sélection de n'importe laquelle des méthodes, le choix définitif sera fait par cette dernière.

### Contre-indications pour l'avortement médical
Dans les cas où une femme enceinte est atteinte d'une maladie  sérieuse et si la suite de la grossesse peut mettre en danger sa vie, La Loi de 1972 sur l'interruption médicale de grossesse établit des règles claires dans lesquelles, l'avortement médicamenteux est contre-indiqué.

#### Contre-indications de type médicamenteux
- Fumeuses majeures de 35 ans.
- Anémie - hémoglobine inférieure à 8 g%
- Soupçon - à confirmer - de grossesse ectopique ou masse annexe non diagnostiquée.
- Coagulopathie ou traitement avec des anticoagulants.
- Insuffisance surrénalienne chronique ou traitement médical avec des corticostéroïdes systémiques.
- Hypertension non contrôlée avec pression artérielle supérieure à 160/100mmHg
- Existence de maladies cardiovasculaires comme l'angine de poitrine, la maladie valvulaire, l'arythmie
- Maladie sévère rénale, hépatique ou maladies respiratoires.
- Glaucomes.
- Épilepsie non contrôlée.
- Allergie ou intolérance à la mifepristona / misoprostol ou autres prostaglandines
- Manque d'accès aux services médicaux d'urgence 24 heures sur 24.

#### Contre-indications de type psycho-social
- Les femmes qui ne peuvent pas assumer la responsabilité de la décision.
- Les femmes avec de l'anxiété ou qui souhaitent un avortement rapide.
- L'existence de barrières idiomatiques ou de compréhension.
- Pratiquer un avortement chirurgical uniquement parce que  l'avortement médicamenteux n'est pas possible.

## Nombre d'avortements et morts de femmes
Les chiffres sont très disparates. Selon le Consortium National de Consensus d'Avortement Médicamenteux en Inde, chaque année, une moyenne d'environ 11 millions d'avortements sont réalisés, et près de 20 000 femmes meurent chaque année en raison de complications liées à l'avortement. La plupart de ces morts maternelles sont provoquées à la suite d'une pratique illégale de l'avortement, pour cause de conditions sanitaires inappropriées et de personnel non qualifié.

### Avortement sélectif par sexe et examens prénatals
Dans la République de l'Inde, réaliser ou faire des examens prénatals, comprenant les analyses par ultrasons - dans le cas où ils sont faits uniquement pour déterminer le sexe du fœtus- est puni par loi depuis 1994. Une modification en 2002 a renforcé les sanctions : jusqu'à trois ans de prison et une amende de 10 000 roupies lors de la première dénonciation et 50 000 lors de la deuxième et suivantes. Ceci est principalement dû à la prévalence de fœticide féminin, à la suite du diagnostic prénatal.